# Frederick Jackson Turner

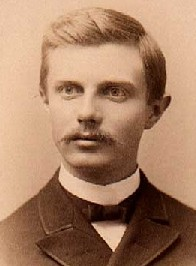
Frederick Jackson Turner

Frederick Jackson Turner (* 14. November 1861 in Portage, Wisconsin; † 14. März 1932 in San Marino, Kalifornien) war ein US-amerikanischer Historiker. Er wird mit dem Begriff Frontierism (Frontierthese) in Verbindung gebracht und zählt zu den bedeutendsten Historikern der USA.

## Leben
Frederick Jackson Turner wurde am 14. November 1861 im Staat Wisconsin in der Kleinstadt Portage geboren. Seine Eltern kamen aus der bürgerlichen Mittelschicht und Turner kam durch seinen Vater, einen Journalisten, schon früh in den Kontakt mit der Politik der Republikaner. Seine Geburtsstadt Portage war eine klassische Grenz-Stadt, zwischen von der weißen amerikanischen Kultur erschlossenem Gebiet und von Indigenen besiedeltem Gebiet, welches erst 1854 das Stadtrecht erhielt und in Turners Kindertagen von Einwanderern aus Europa besiedelt wurde. Portage war Teil der Grenze (Frontier) und das Straßenbild noch von Holzfällern und Indianern geprägt.
Turner begann 1878 an der University in Wisconsin in Madison sein Studium in amerikanischer Geschichte und wurde dort entscheidend von seinem Lehrer, dem Historiker William Francis Allen geprägt, der Verfechter einer sozialen Evolutionstheorie war. Diese Theorie hatte großen Einfluss auf Turners späteres Wirken.
1888 nahm Turner an der Johns Hopkins University in Baltimore ein Promotionsstudium auf. Er lehrte von 1898 bis 1910 an der Wisconsin University und von 1910 bis 1924 an der Harvard University. Turner verband verschiedene Disziplinen, wie Soziologie, Geschichts- und Politikwissenschaft miteinander, was sich auch in seinen 1893 formulierten Thesen niederschlug.
Seine bedeutendsten Aufsätze sind in „The Frontier in American History“ (englisch für: Die Grenze in der amerikanischen Geschichte) und in „The Significance of Sections in American History“ (englisch für: Die Signifikanz der Sektionen in der amerikanischen Geschichte) veröffentlicht.
Seinen Lebensabend verbrachte er in Pasadena, Kalifornien, wo er mithalf, ein „Anglo-American history and literary Research Center“ (englisch für: Anglo-amerikanisches Geschichts- und Literaturforschungsinstitut) aufzubauen. Frederick J. Turner starb am 14. März 1932 in San Marino. Seine Aufsatzsammlung „The Significance of Sections in American History“ gewann 1933 den Pulitzer-Preis. 1911 wurde er in die American Academy of Arts and Sciences gewählt.

## Die Frontierthese
In seinem bedeutendsten Werk, dem 1893 veröffentlichten Essay "The Significance of the Frontier in American History", stellte Turner die These auf, dass der angebliche American Exceptionalism ein Resultat aus der kontinuierlichen Interaktion von Zivilisation und Wildnis an der amerikanischen Frontier sei. Er reagierte damit auf die Feststellung im United States Census 1890, dass es keine unbesiedelten Räume in den USA mehr gäbe. 
Der dauerhafte Kampf mit der Natur habe den Vereinigten Staaten eine Position außerhalb der üblichen Regeln und Gesetze der menschlichen Geschichte verliehen. Die Bedingungen, unter denen sich die amerikanische Gesellschaft entwickelte, seien so wesentlich anders gewesen, dass sie von den Schwierigkeiten und Begrenzungen der europäischen Gesellschaften frei war. Die Frontierthese und der amerikanische Exzeptionalismus sind heute umstrittene und fragwürdige Konzepte der Historiographie, haben aber die amerikanische Geschichtsschreibung im 20. Jahrhundert nachhaltig beeinflusst und geprägt.

## Werke (Auswahl)
- The Significance of the Frontier in American History (Essay, 1893)
- The Frontier in American History (Aufsatzsammlung, 1920)
- The Significance of Sections in American History (Aufsatzsammlung, 1932)